# Cyclosa camelodes
Cyclosa camelodes är en spindelart som först beskrevs av Tord Tamerlan Teodor Thorell 1878.  Cyclosa camelodes ingår i släktet Cyclosa och familjen hjulspindlar. Inga underarter finns listade i Catalogue of Life.